# Хосе Амальфітані (стадіон)
Стадіон «Хосе Амальфітані» (ісп. Estadio José Amalfitani), або неофіційно «Ель Фортін» (ісп. El Fortín), або просто Стадіон «Велес Сарсфілд» (ісп. Estadio Vélez Sarsfield) — стадіон футбольного клубу «Велес Сарсфілд» в Буенос-Айресі.

## Історія
Арена знаходиться в окрузі Лінієрс за адресою Avenida Juan B. Justo 9200.
У минулому у «Велеса» існував свій невеликий стадіон у Вілья-Луго, який отримав прізвисько «Форт» (Fortín). У 1932 році журналіст Уго Маріні опублікував статтю, де і назвав стадіон «Велеса» «фортецею», неприступною для суперників. У 1934—1935 роках на старій арені був встановлений рекорд у 24 домашніх матчах без поразок. Цей рекорд був побитий вже на новому стадіоні — 28 ігор (1967—1969).
В 1943 році керівництво клубу, мерії міста та Західної залізниці Аргентини погодили проект будівництва арени, вона повинна була розташовуватися неподалік від того місця, де і старий «Форт». Будівництво проходило з 1947 по 1951 рік.
Стадіон був побудований в 1947—1951 роках. 22 квітня 1951 року Ель Фортін був відкритий грою «Велеса» з «Ураканом» (2:0). Автор перших голів — Рауль Наполі.
7 грудня 1968 року Ель Фортіну було дано ім'я Хосе Амальфітані, в честь видатного колишнього президента клубу. У 1969 році з'явилося електричне освітлення. В рамках підготовки до чемпіонату світу 1978 року був реконструйований.
На Хосе Амальфітані також проводить матчі збірна Аргентини з регбі та футболу.

## Важливі матчі

### Фінали великих турнірів
- Кубок Лібертадорес 1994
- Суперкубок Лібертадорес 1996
- Кубок Америки з футболу 1979
- Молодіжний чемпіонат світу з футболу 2001

### Чемпіонат світу 1978 року
| Дата      | Раунд   | Збірна 1 | Рахунок | Збірна 2 |
| --------- | ------- | -------- | ------- | -------- |
| 3 червня  | Група 3 | Австрія  | 2–1     | Іспанія  |
| 7 червня  | Група 3 | Австрія  | 1–0     | Швеція   |
| 11 червня | Група 3 | Іспанія  | 1–0     | Швеція   |

### Матчі збірної Аргентини з футболу
| Дата            | Суперник  | Рахунок |
| --------------- | --------- | ------- |
| 22 квітня 1974  | Румунія   | 2-1     |
| 5 травня 1982   | Болгарія  | 2-1     |
| 23 червня 1983  | Чилі      | 1-0     |
| 25 вересня 1984 | Мексика   | 1-1     |
| 16 грудня 1987  | Німеччина | 1-0     |
| 13 березня 1991 | Мексика   | 0-0     |
| 27 березня 1991 | Бразилія  | 3-3     |
| 21 грудня 1994  | Румунія   | 1-0     |
| 10 березня 1998 | Болгарія  | 2-0     |
| 26 червня 1999  | Литва     | 0-0     |

## Концерти

Queen (з Фредді Мерк'юрі у футболці збірної Аргентини) на зустрічі з Дієго Марадоною перед їх концертом на стадіоні, 8 березня 1981 року

На стадіоні часто проводяться концерти відомих виконавців. Серед них Iron Maiden, Guns N' Roses, Луїс Мігель, Xuxa, The Killers, INXS, Red Hot Chili Peppers, Erasure, Roxette, Шеріл Кроу, Nirvana, The Ramones, The B-52's, Ніна Хаген, Depeche Mode, Travis, Starsailor, Helloween, Aerosmith, Queen (під час The Game Tour. Приїзд гурту, який тоді був на піку їхньої кар'єри, мало величезні наслідки в Аргентині, широко висвітлювався засобами масової інформації, і відомі особистості, зокрема Дієго Марадона, відвідували їх концерти.), Metallica, Slayer, Ерік Клептон, Вітні Х'юстон, Род Стюарт, Боб Ділан, Matisyahu, Пітер Гебріел, Soda Stereo, Motorhead, UB40 та інші. 10 квітня 1987 року тут провів свою месу Папа Римський Іван Павло II.